# Talisker
Talisker er en skotsk single malt whisky, der fremstilles på øen Isle of Skye. Mærket har i mange år været blandt de mest kendte, men fik endnu et kommercielt løft, da standardproduktet (10 years Old) i 1988 blev markedsført som 1 af de 6 Classic Malts.

## Smag
Talisker er en letrøget whisky med en kraftig eftersmag. 10 års udgaven er ret mørk i farven, mens de ældre udgaver er gyldenbrune. 30 års udgaven er et specialprodukt, som kun aftappes i 2958 flasker årligt. Kendere kan fornemme mange forskellige smagsindtryk, bl.a. nævnes pære, mynte, og lyng.
Det anbefales, at drikke en Talisker tør 

## Prisniveau
I Danmark har salgsprisen været ret stabil siden 2006 og er i maj 2015 ca. 500,- kr. for 75 centiliter af standardproduktet, på tilbud ses den annonceret helt ned til kr. 325.-.  Produktet kan købes i en række specialbutikker og i Irma og Super Best. De ældre udgaver er væsentligt dyrere, når de kan skaffes i Danmark